# Jérémy Doku
Jérémy Baffour Doku (n. 27 mai 2002, Antwerpen, Flandra, Belgia) este un fotbalist belgian, care evoluează pe postul de mijlocaș lateral la Manchester City în Premier League și la echipa națională de fotbal a Belgiei.
Doku și-a început cariera profesionistă la Anderlecht, în sezonul 2018-2019, unde a marcat cinci goluri în 34 de apariții în campionat de-a lungul mai multor sezoane. În 2020, s-a alăturat clubului din Ligue 1 Rennes, unde a avut 75 de apariții și a marcat zece goluri, înainte de a semna cu Manchester City în august 2023 în schimbul la 65 de milioane de euro.
Doku a fost convocat la echipa de seniori a Belgiei în 2020, după ce a jucat la fiecare națională de tineret de la sub 15 ani și până în prezent și-a reprezentat națiunea la UEFA Euro 2020, la Campionatul Mondial din 2022 și la Euro 2024.

## Cariera pe echipe

### Anderlecht
Doku a început să joace fotbal la o vârstă fragedă în Anvers pentru KVC Olympic Deurne și Tubantia Borgerhout; apoi a jucat pentru Beerschot.  Mai târziu, s-a mutat la Anderlecht în 2012, la vârsta de 10 ani. Și-a făcut debutul profesionist cu Anderlecht într-o înfrângere cu 4–2 în Prima Ligă Belgiană cu Sint-Truiden pe 25 noiembrie 2018, la vârsta de 16 ani. A fost al șaptelea cel mai tânăr jucător care și-a făcut debutul profesionist pentru Anderlecht, în vârstă de 16 ani, 5 luni și 26 de zile.
Pe 1 decembrie 2019, a marcat primul său gol profesionist în meciul din ligă împotriva lui KV Oostende, iar patru zile mai târziu și-a deschis contul și în Cupa Belgiei împotriva lui Royal Excel Mouscron. Pe 2 martie 2020, Doku a marcat două goluri și a oferit o pasă de gol în victoria cu 7-0 împotriva lui Zulte Waregem.

### Rennes

#### 2020–2022: sezon de debut și probleme cu accidentările
Pe 5 octombrie 2020, Doku a semnat cu Rennes pentru cinci ani, pentru 26 de milioane de euro pe lângă bonusuri, devenind cea mai scumpă semnare din istoria clubului. Tânărul s-a străduit să aibă un impact în primele luni la noua sa echipă, dar a început să-și reia forma în decembrie, contribuind cu două pase decisive împotriva lui Marsilia și Lorient. Doku a marcat primul său gol pentru Rennes pe 20 martie 2021, împotriva lui Metz, dar a fost eliminat pentru o provocare proastă mai târziu în același meci.
În al doilea sezon la Rennes, Doku a marcat un gol în Ligue 1, fiind limitat la doar 14 apariții din cauza diverselor accidentări. A început patru meciuri și a acumulat un total de 469 de minute pe parcursul campaniei de campionat. Pe 2 ianuarie 2022, Doku a marcat golul de deschidere împotriva lui Nancy în runda a patra a Cupei Franței; cu toate acestea, Rennes a pierdut meciul cu 5–4 la penalty-uri, după un rezultat de 1–1 în cele 120 de minute.

#### 2022–2023: Revenire în formă și plecare
În prima parte a sezonului 2022-2023, Doku a fost folosit în mare parte ca înlocuitor de către antrenorul de la Rennes, Bruno Génésio, dar a revenit la titularitate în ultimele luni ale sezonului. În urma plecării lui Kamaldeen Sulemana în fereastra de transferuri de iarnă, Doku a primit tricoul cu numărul 10, purtand anterior numărul 11.
Pe 12 februarie 2023, într-o înfrângere cu 3-1 împotriva lui Toulouse, Doku a jucat toate cele 90 de minute pentru prima dată din 9 mai 2021. Doku a oferit o pasă de gol în fiecare dintre cele două etape ale play-off-ului din runda eliminatorie a sezonului 2022-2023 din Europa League împotriva lui Shakhtar Donețk, dar nu a reușit să împiedice echipa sa să fie eliminată din turneu. Pe 15 aprilie, Doku a marcat prima sa dublă pentru Rennes într-o victorie cu 3-0 pe teren propriu împotriva lui Reims. Cele două goluri împotriva lui Reims au fost primele pentru Doku pe terenul lui Rennes, Roazhon Park, de când a ajuns la club.
Pe 30 aprilie, Doku a mai reușit o dublă împotriva lui Angers, asigurând o victorie cu 4–2 după ce a marcat ultimele două goluri în repriza a doua. Pe 21 mai, a marcat al treilea gol în victoria cu 5-0 a lui Rennes în deplasare împotriva lui Ajaccio, un efort solo pentru care și-a început cursa cu mingea către poarta adversarilor din jumătatea echipei sale. Doku a încheiat sezonul cu șase goluri în ligă, ajutând Rennes să termine pe locul patru în clasament.

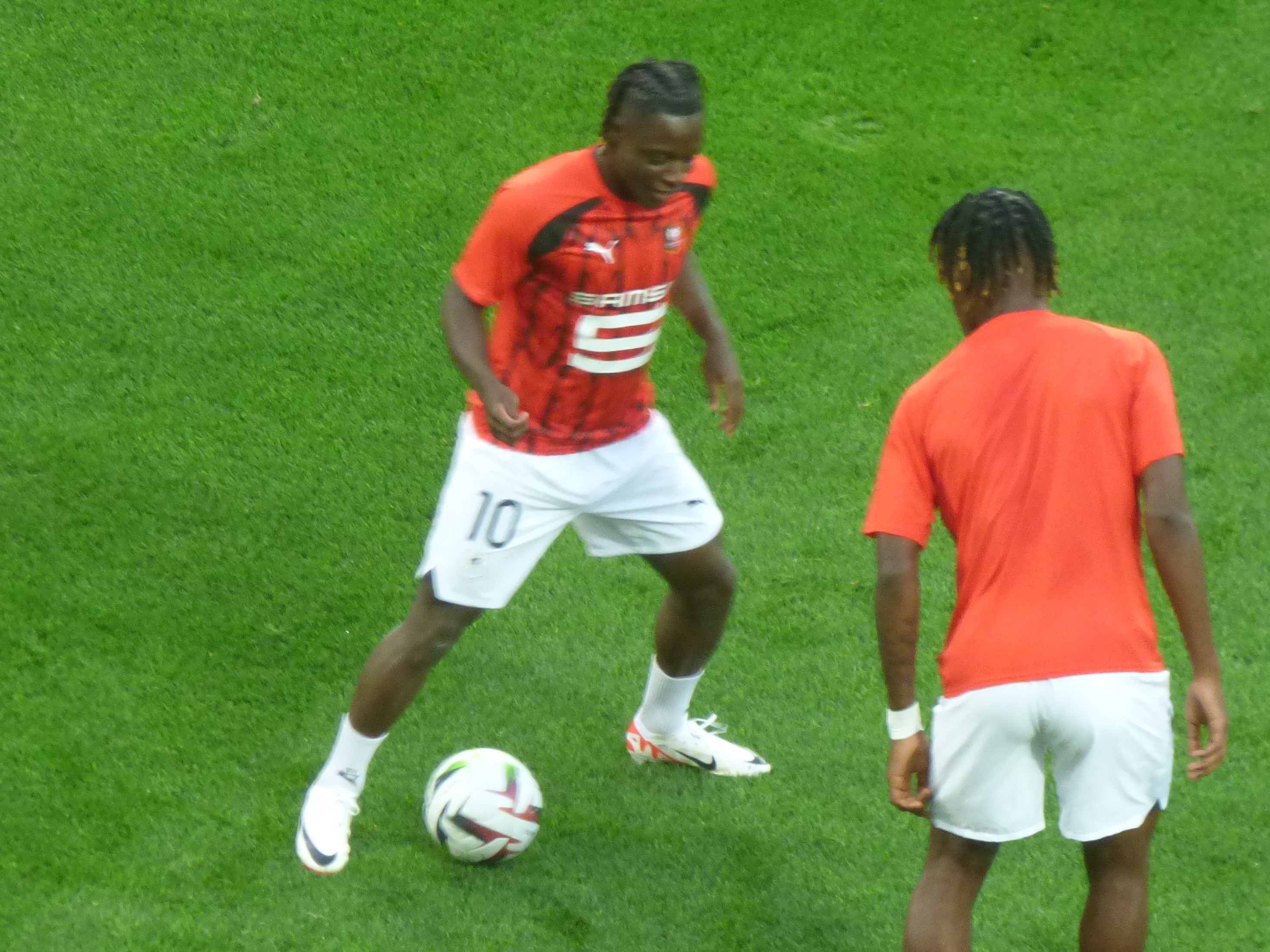
Doku se pregătește pentru ultimul său meci pentru Rennes, cu câteva zile înainte ca transferul său la Manchester City să fie oficializat

Pe 13 august, Doku a marcat un gol în victoria cu 5–1 a lui Rennes împotriva lui Metz în primul lor meci din sezonul 2023–24 de Ligue 1. A jucat ultimul său meci pentru Rennes pe 20 august, ca înlocuitor într-o remiză 1–1 împotriva lui Lens. A doua zi, s-a raportat că Rennes a acceptat o ofertă de 55 de milioane de lire sterline (65 de milioane de euro) de la clubul englez Manchester City pentru transferul lui Doku către campionii din Premier League. Potrivit ziarului The Guardian, atât clubul, cât și jucătorul au respins o ofertă oficială de la West Ham United înainte de a finaliza acordul cu City.

### Manchester City
Pe 24 august 2023, City a confirmat semnarea lui Doku pe un contract de cinci ani. A primit tricoul cu numărul 11 pentru sezonul 2023-2024. Pe 2 septembrie, și-a făcut debutul pentru City într-o victorie cu 5-1 împotriva lui Fulham pe Stadionul Etihad. Pe 16 septembrie, a marcat primul său gol într-o victorie cu 3-1 în deplasare împotriva lui West Ham United. După meci, antrenorul lui City , Pep Guardiola, a declarat că nu se aștepta la o asemenea performanță de la Doku la a doua sa apariție pentru noua echipă, numindu-l un „interpret potrivit” și adăugând în continuare „cum a jucat astăzi, nu am mai văzut așa ceva de multă vreme”.
Pe 4 octombrie, Doku a marcat primul său gol în Liga Campionilor UEFA în meciul din grupă împotriva echipei germane RB Leipzig, completând un contraatac în timpul prelungirilor pentru a transforma pasa lui Julián Álvarez, pecetând victoria lui City cu 3-1. Golul a urmat o inversare a rolurilor dintre cei doi jucători, întrucât cu doar câteva minute mai devreme Álvarez a marcat al doilea gol al lui City din asistența lui Doku. Doku a mai avut un asist pentru Álvarez pe 22 octombrie, în meciul din Premier League împotriva lui Brighton &amp; Hove Albion, pe care City l-a câștigat cu 2-1. A fost numit jucătorul meciului după ce l-a învins în mod repetat pe James Milner pe partea stângă în timpul jocului; Fostul jucător de la City, Paul Dickov, a comentat că „i-a părut rău pentru Milner” după meci și că Doku părea o amenințare „de fiecare dată când avea mingea”.
Pe 4 noiembrie, Doku a marcat golul de deschidere și a adăugat patru pase decisive într-o victorie cu 6-1 în fața lui Bournemouth, devenind cel mai tânăr jucător din istoria Premier League, la 21 de ani și 161 de zile, care a oferit patru pase decisive și a avut cinci implicări directe la gol într-un singur meci. Cu cele patru pase decisive, Doku a egalat recordul din Premier League pentru cele mai multe pase decisive într-un meci și a primit premiul jucătorului meciului pentru performanța sa. Pe 3 decembrie 2023, împotriva lui Tottenham, Doku a suferit o accidentare a hamstringului care l-a ținut pe margine timp de o lună. Pe 7 ianuarie s-a întors în turul al treilea al Cupei FA împotriva lui Huddersfield Town, marcând golul final într-o victorie cu 5-0 pentru Manchester City, primul în această competiție.
Pe 13 aprilie, Doku a fost votat omul meciului în victoria cu 5-1 împotriva lui Luton Town, după ce a marcat un gol, i-a oferit o pasă lui Joško Gvardiol și a obținut un penalty care a fost transformat de Erling Haaland. Pe 17 aprilie, Doku a intrat de pe bancă în returul semifinalelor Ligii Campionilor împotriva lui Real Madrid și a centrat pentru golul egalizator al lui Kevin De Bruyne în repriza secundă, pe lângă faptul că și-a creat câteva alte ocazii. După meci, Pep Guardiola a declarat că Doku a schimbat jocul cu creația lui. Pe 20 aprilie, în semifinala FA Cup împotriva lui Chelsea, Doku a avut un impact similar, deoarece a intrat din nou în repriza secundă și a avut o contribuție majoră la golul victoriei lui Bernardo Silva. Fostul jucătorul al lui Manchester City , Shaun Wright-Phillips, a avut un comentariu asemănător după meci ca și antrenorul lui Manchester City câteva zile în urmă: „Intrarea lui Doku a schimbat jocul pentru noi. A fost fantastic, aduce ceva diferit împotriva blocului de jos”.
Pe 19 mai, Doku a asistat cel de-al doilea gol al lui Phil Foden în victoria cu 3-1 a lui Manchester City împotriva lui West Ham în ultimul meci al sezonului, care a sigilat titlul de Premier League, primul din cariera lui Doku. A fost unul dintre cei trei jucători sub 21 de ani care au avut unsprezece sau mai multe goluri și pase decisive combinate în ligă în sezonul 2023-2024, împreună cu Rasmus Højlund și Alejandro Garnacho. Pe 25 mai, Doku a marcat în finala Cupei FA împotriva lui Manchester United, dar echipa sa a pierdut cu 2-1, nereușind să obțină dubla.

## Cariera la națională
Doku a reprezentat naționala Belgiei sub 17 ani la Campionatul European Sub-17 ani din 2018. și Campionatul European Sub-17 ani din 2019
Și-a făcut prima sa apariție cu echipa națională a Belgiei pe 5 septembrie 2020 împotriva Danemarcei în Liga Națiunilor UEFA. Trei zile mai târziu, a marcat primul său gol pentru echipa națională a Belgiei într-o victorie cu 5-1 împotriva Islandei.
La UEFA Euro 2020, desfășurat în iunie 2021, Doku a fost unul dintre înlocuitorii Belgiei în meciul din faza grupelor împotriva Danemarcei și a fost inclus în formația de start pentru meciul următor împotriva Finlandei; a fost din nou inclus în primul 11 în înfrângerea cu 2-1 a Belgiei în sferturile de finală împotriva Italiei.
În noiembrie 2022, Doku a fost inclus în lotul Belgiei de antrenorul Roberto Martínez care avea să joace la Cupa Mondială din 2022 desfășurată în Qatar. Și-a făcut debutul la Cupa Mondială ca înlocuitor în ultimul meci al Belgiei din grupă împotriva Croației.
După retragerea lui Eden Hazard de la naționala Belgiei după Cupa Mondială , Doku a primit un rol mai proeminent în echipă de noul antrenor Domenico Tedesco. Pe 12 septembrie 2023, Doku a oferit o pasă de gol în victoria cu 5-0 în fața Estoniei în preliminariile Grupei F pentru UEFA Euro 2024 și, ulterior, a primit premiul pentru omul meciului. În următorul meci de calificare al Belgiei, pe 13 octombrie, împotriva Austriei, Doku a ajutat echipa națională să câștige cu 3–2 și să obțină calificarea la Euro 2024, oferind o pasă pentru golul victoriei înscris de Romelu Lukaku. Pe 22 noiembrie, Doku a oferit două pase decisive în victoria Belgiei cu 5-0 împotriva Azerbaidjanului.
Doku a fost titular în toate meciurile Belgiei de la UEFA Euro 2024. În ciuda eliminării echipei sale în optimile de finală de către Franța, Doku a completat 34 de driblinguri, mai mult decât orice alt jucător de la turneu. Al doilea cel mai bun de pe listă, Lamine Yamal, a avut 32 de driblinguri în timp ce a jucat trei meciuri mai mult decât Doku.

## Statistici carieră

### Club
La 25 mai 2024.
| Club             | Sezon            | Ligă                | Ligă    | Ligă   | Cupă    | Cupă   | Cupa Ligii | Europa | Europa  | Altele | Altele  | Total  | Total   |        |
| Club             | Sezon            | Divizie             | Meciuri | Goluri | Meciuri | Goluri | Meciuri    | Goluri | Meciuri | Goluri | Meciuri | Goluri | Meciuri | Goluri |
| ---------------- | ---------------- | ------------------- | ------- | ------ | ------- | ------ | ---------- | ------ | ------- | ------ | ------- | ------ | ------- | ------ |
| Anderlecht       | 2018–19⁠(d)       | Prima Ligă Belgiană | 6       | 0      | 0       | 0      | —          | —      | 0       | 0      | —       | —      | 6       | 0      |
| Anderlecht       | 2019–20⁠(d)       | Prima Ligă Belgiană | 21      | 3      | 3       | 1      | —          | —      | —       | —      | —       | —      | 24      | 4      |
| Anderlecht       | 2020–21⁠(d)       | Prima Ligă Belgiană | 7       | 2      | —       | —      | —          | —      | —       | —      | —       | —      | 7       | 2      |
| Anderlecht       | Total            | Total               | 34      | 5      | 3       | 1      | —          | —      | 0       | 0      | 0       | 0      | 37      | 6      |
| Rennes           | 2020–21          | Ligue 1             | 30      | 2      | 1       | 0      | —          | —      | 6       | 0      | —       | —      | 37      | 2      |
| Rennes           | 2021–22          | Ligue 1             | 14      | 1      | 1       | 1      | —          | —      | 3       | 0      | —       | —      | 18      | 2      |
| Rennes           | 2022–23          | Ligue 1             | 29      | 6      | 2       | 1      | —          | —      | 4       | 0      | —       | —      | 35      | 7      |
| Rennes           | 2023–24          | Ligue 1             | 2       | 1      | —       | —      | —          | —      | —       | —      | —       | —      | 2       | 1      |
| Rennes           | Total            | Total               | 75      | 10     | 4       | 2      | 0          | 0      | 13      | 0      | 0       | 0      | 92      | 12     |
| Manchester City  | 2023–24          | Premier League      | 29      | 3      | 6       | 2      | 1          | 0      | 7       | 1      | 0       | 0      | 43      | 6      |
| Totalul carierei | Totalul carierei | Totalul carierei    | 138     | 18     | 13      | 5      | 1          | 0      | 20      | 1      | 0       | 0      | 172     | 23     |

1. ↑  Include Belgian Cup, Coupe de France, FA Cup
2. ↑  Include EFL Cup
3. 1 2  Apariții în UEFA Champions League
4. ↑  Apariții în UEFA Europa Conference League
5. ↑  Apariții în UEFA Europa League

### Statistici cu naționala
La 1 iulie 2024.
| Echipa națională | An    | Selecții | Goluri |
| ---------------- | ----- | -------- | ------ |
| Belgia           | 2020  | 5        | 1      |
| Belgia           | 2021  | 5        | 1      |
| Belgia           | 2022  | 2        | 0      |
| Belgia           | 2023  | 6        | 0      |
| Belgia           | 2024  | 8        | 0      |
| Total            | Total | 26       | 2      |

| # | Dată              | Stadion                                  | Adversar | Scor | Rezultat | Competiție                               | Ref.   |
| - | ----------------- | ---------------------------------------- | -------- | ---- | -------- | ---------------------------------------- | ------ |
| 1 | 8 septembrie 2020 | King Baudouin Stadium, Bruxelles, Belgia | Islanda  | 5–1  | 5–1      | Liga Națiunilor UEFA 2020-21             | [ 52 ] |
| 2 | 30 martie 2021    | Den Dreef⁠(d), Leuven, Belgia             | Belarus  | 4–0  | 8–0      | Calificările la Campionatul Mondial 2022 | [ 53 ] |

## Palmares
Manchester City
- Premier League: 2023–24[54]
- Cupa Mondială a Cluburilor FIFA: 2023[55]